# Jan Boersma
Jan D. Boersma (1º novembre 1968) è un ex velista olandese, originario delle Antille Olandesi.

## Carriera
Originario delle Antille Olandesi, a 20 anni partecipa ai Giochi Olimpici di Seul 1988, vincendo l'argento nel Mistral, chiudendo con 42.7 punti, dietro al neozelandese Bruce Kendall con 35.4, ma davanti allo statunitense Mike Gebhardt con 48. La sua è l'unica medaglia olimpica vinta nella loro storia dalle Antille Olandesi, dissolte nel 2010.

## Palmarès
- Giochi olimpici

Seul 1988: argento nel Mistral